# 1909年至1910年卢森堡国家足球联赛
本条目记载了1909年至1910年卢森堡国家足球联赛赛况。

## 决赛
- Racing Club Luxembourg 3-2 US Hollerich